# Grote kaardespin
De grote kaardespin (Amaurobius ferox) is een spin uit de familie nachtkaardespinnen (Amaurobiidae).
De spin komt voor in vrijwel geheel Europa.